# Puig Pedrós (Dosrius)
El Puig Pedrós és una muntanya de 346 metres que es troba entre els municipis de Dosrius, a la comarca del Maresme i de Llinars del Vallès, a la comarca del Vallès Oriental.